# Witold Waszczykowski
Witold Jan Waszczykowski (Piotrków Trybunalski, 5 mei 1957) is een Pools politicus van de partij Recht en Rechtvaardigheid. Hij is sinds 16 november 2015 minister van Buitenlandse Zaken. 

## Biografie
Waszczykowski studeerde af aan de Universiteit van Łódź met een master in geschiedenis. Vervolgens behaalde hij een master in internationale studies aan de Universiteit van Oregon en volgde hij een studie aan het Centrum voor Veiligheidspolitiek in Genève. Tevens behaalde Waszczykowski een Phd in geschiedenis aan de Universiteit van Łódź.
In 1992 kreeg Waszczykowski een aanstelling bij het Poolse ministerie van Buitenlandse Zaken. Tussen 1999 en 2002 was hij ambassadeur in Iran. Vervolgens was Waszczykowski tussen november 2005 en augustus 2008 onderminister voor Buitenlandse Zaken. In deze rol was hij de hoofdverantwoordelijke voor de onderhandelingen met de Verenigde Staten over raketinstallaties. Tussen augustus 2008 en juli 2010 was Waszczykowski plaatsvervangend hoofd van het Nationale Veiligheidsbureau. In de parlemementsverkiezingen van 2011 werd hij namens de partij Recht en Rechtvaardigheid (PiS) in de Sejm verkozen. Vier jaar later werd Waszczykowski herkozen. 
In november 2015 werd Waszczykowski benoemd tot minister van Buitenlandse Zaken in het kabinet van partijgenote Beata Szydło. Hij bleef deze functie vervullen tot januari 2018, toen hij door haar opvolger Mateusz Morawiecki werd vervangen door Jacek Czaputowicz.

### Fietsers en vegetariërs
Op 3 januari 2016, kort na zijn aantreden, baarde Waszczykowski opzien door in een interview met de Duitse krant Bild te verklaren:
Neem nu de media: daar werd onder de vorige regering een bepaald links politiek concept gevolgd. Alsof de wereld zich naar marxistisch voorbeeld automatisch in één richting zou moeten bewegen - een nieuw mengsel van culturen en rassen, een wereld van fietsers en vegetariërs die alleen nog maar duurzame energiebronnen gebruiken en elke vorm van religie bestrijden. Dat heeft niets meer te maken met traditionele Poolse waarden.

### San Escobar
Op 10 januari 2017 kwam Waszczykowski wereldwijd in het nieuws toen hij zich versprak tijdens een missie om te lobbyen voor een niet-permanente zetel voor Polen in de VN-Veiligheidsraad. Hij vertelde verslaggevers dat hij had vergaderd met hoogwaardigheidsbekleders van verscheidene landen, waaronder enkele Caribische, waarmee Polen "voor het eerst in onze diplomatieke geschiedenis betrekkingen aanknoopt. Bijvoorbeeld met landen als Belize en San Escobar." Dat laatste land bestaat echter niet en dit leidde al snel tot grote hilariteit, waarbij talloze mensen op het internet Waszczykowski belachelijk maakten. De verspreking ging daardoor een geheel eigen leven leiden doordat men spontaan een identiteit voor San Escobar ging verzinnen met tal van internationale culturele referenties. Een woordvoerster van Waszczykowski verklaarde later dat de minister eigenlijk "San Cristóbal y Nieves" bedoelde, hetgeen de Spaanse naam is van Saint Kitts en Nevis.
- Gemeinsame Normdatei: 1340853450
- International Standard Name Identifier: 0000 0000 4103 5139
- Library of Congress Control Number: n2005037904
- Nationale Bibliotheek van Polen: a0000002896409
- Réseau des bibliothèques de Suisse occidentale: 02-A012102323
- Virtual International Authority File: 41247612
- WorldCat: E39PBJrryHQbtpywMbqkj77CQq